# Vejle Sogn
Vejle Sogn er et sogn i Fåborg Provsti (Fyens Stift).
I 1800-tallet var Vejle Sogn anneks til Allested Sogn. Begge sogne hørte til Sallinge Herred i Svendborg Amt. Allested-Vejle sognekommune blev ved kommunalreformen i 1970 indlemmet i Broby Kommune, der ved strukturreformen i 2007 indgik i Faaborg-Midtfyn Kommune.
I Vejle Sogn ligger Vejle Kirke. Byen Allested-Vejle deles om de to sogne.
I sognet findes følgende autoriserede stednavne:
- Bjerget (bebyggelse)
- Kildemose (areal, bebyggelse)
- Ruehuse (bebyggelse)
- Vejle (bebyggelse, ejerlav)
- Vejle Granskov (bebyggelse)
- Vejle Lung (areal, bebyggelse)